# Raytheon Sentinel
El Raytheon Sentinel es una modificación del avión Bombardier Global Express para servir como plataforma aerotransportada de vigilancia aérea y terrestre para la Real Fuerza Aérea británica (RAF), donde recibe el nombre de Sentinel R.1 según el sistema de designación de aeronaves británico. Originalmente conocido como programa ASTOR (Airborne STand-Off Radar), este avión es operado por un escuadrón de la RAF que incluye personal de la fuerza aérea y del ejército. El Sentinel es interoperable con otros sistemas aliados como el Northrop Grumman E-8 Joint STARS y el sistema Alliance Ground Surveillance (AGS) de la OTAN.

## Especificaciones

### Características generales
- Tripulación: 5 (piloto, copiloto, comandante de misión y 2 analistas de imágenes)
- Longitud: 30,3 m
- Envergadura: 28,5 m
- Altura: 8,2 m
- Superficie alar: 94,9 m²
- Peso vacío: 24.000 kg
- Peso máximo al despegue: 42.400 kg
- Planta motriz: 2× turbofán Rolls-Royce BR710.
  - Empuje normal: 65,6 kN (6690 kgf; 14 750 lbf) de empuje cada uno.

### Rendimiento
- Velocidad máxima operativa (Vno): Mach 0,75
- Alcance: 9250 km (4995 nmi; 5748 mi) (9 horas)
- Techo de vuelo: 12 192 m (40 000 ft)Vista cercana del contenedor del radar de vigilancia del Sentinel.

### Aviónica
- Radar principal con modo dual Radar de Apertura Sintética / Indicación de Blancos Móviles (SAR/MTI) Raytheon Systems.
- Subsistema de ayudas defensivas DASS (defensive aids subsystem), que incluye un señuelo de radar remolcado, un sistema de alerta de aproximación de misiles y dispensadores de chaff y bengalas, y puede ser operado en modo automático, semiautomático o manual.

### Desarrollos relacionados
- Bombardier Global Express

### Aeronaves similares
- Northrop Grumman E-8 Joint STARS
- Embraer R-99B

### Listas relacionadas
- Anexo:Aeronaves de la Royal Air Force